# Attack! Attack!
Ne doit pas être confondu avec Attack Attack!.
Attack! Attack! est un groupe de rock alternatif britannique, originaire de Caerphilly, au Pays de Galles. Il est  formé en 2006. Leur premier album éponyme est sorti en 2008, suivi de leur deuxième album The Latest Fashion, publié le 27 septembre 2010 chez Hassle Records. Le troisième album, Long Road to Nowhere, est annoncé pour le 1er avril 2013, ce qui sera confirmé plus tard comme étant le dernier. Le groupe a donc achevé une tournée finale au Royaume-Uni entre avril et mai 2013 avant de se séparer.

## Biographie
Attack! Attack! se fait connaître en 2006 en jouant en première partie de concerts d'autres groupes britanniques tels que The Blackout, Funeral for a Friend, Lostprophets, Kids in Glass Houses ainsi que des groupes américains comme New Found Glory et Zebrahead. Avant la formation, Neil Starr faisait partie d'un groupe appelé Dopamine avec Ryan Day. Will Davies, lui, jouait alors dans Adequate Seven. Ryan Day et Mike Griffiths font également partie d'un groupe appelé Pete's Sake.
Leur premier album éponyme est sorti en 2008. Cette même année, le groupe réalise une vidéo promotionnelle pour Too Bad Son, une chanson de leur premier album. Cette vidéo n'a jamais été rendue publique, et n'est disponible qu'en ligne. La vidéo met en scène les membres s'auto-enregistrant sur scène pendant leur tournée. Le groupe joue Say It to Me et This Is a Test sur la scène de BBC Introducing au Reading Festival. Les deux chansons sont enregistrées et mises en ligne sur la page officielle MySpace du groupe.
Le groupe fait une tournée au Royaume-Uni avec Tonight Is Goodbye pendant le mois de février 2009 en échangeant la tête d'affiche et les principaux postes de soutien entre chaque concert. La même année, ils jouent au Hevy Music Festival le 1er août, et au Butserfest le 12 septembre. Leur chanson You and Me est sélectionnée pour le jeu Guitar Hero 5. Cette chanson, You and Me, est clippée et met en scène les membres du groupe jouant dans un poste de télévision avant d'être amenés à la vie. Le groupe joue sa première tournée en tête d'affiche avec le soutien de Not Advised, Gap Year Riot et Impulse 11.
En 2010, le groupe publie une vidéo de leur single Not Afraid. Not Afraid a une histoire à elle, un enfant devient victime d'intimidation, et avec la confiance et le soutien, Attack! Attack! donne le pouvoir à cet enfant de combattre la peur et de faire fuir les intimidants. Cette vidéo a été tournée au collège de Fishermoore à Colne, Lancashire. Le clip de We're Not the Enemy, deuxième single de The Latest Fashion, présente les membres du groupe jouant avec des téléviseurs à la place de leurs têtes. Le clip de leur troisième single, Blood on My Hands, prend lieu dans un endroit inconnu avec Neil (le chanteur) chantant tantôt à l'arrière d'un van hippie, tantôt dans un lac en pleine nuit, l'eau jusqu'au cuisses, accompagné du reste du groupe.
En 2012, Ryan Day quitte Attack! Attack! pour un projet parallèle avec les membres de The Next Nine Years au sud du Pays de Galles. Le 22 mars 2013, le groupe annonce sur sa page Facebook sa décision de se séparer après plus de sept mois de délibération, en ajoutant qu'ils termineraient quand même leur tournée britannique, mais que, pour des raisons personnelles, cela se ferait sans Ryan Day et Mike Griffinths.

## Membres

### Derniers membres
- Neil Starr — chant, guitare rythmique
- Will Davies — guitare basse

### Ancien membres
- Mike Griffiths — batterie, percussions
- Ryan Day — guitare solo, choriste

## Tournées
- 2010 Tours: Attack! Attack! the Rock Show (avec Not Advised, Gap Year Riot, et Impulse 11)
- 2010 Tours: Attack! Attack! The Latest Fashion Tour (avec Freeze the Atlantic, Straight Lines, et That Sunday Feeling)
- 2011 Tours: Attack! Attack! The Latest Fashion Tour (avec 7 Day Weekend)

## Discographie

### Albums studio
- 2008 : Attack! Attack! (sous le nom de Attack! Attack! UK chez Rock Ridge Music)
- 2010 : The Latest Fashion
- 2012 : Attack! Attack! Unplugged
- 2013 : Long Road To Nowhere

### Singles
- 2008 : You and Me
- 2008 : This Is a Test (vinyle, CD)
- 2008 : Too Bad Son (vinyle)
- 2009 : Not Afraid (vinyle, CD)
- 2010 : We're Not the Enemy
- 2011 : Blood on My Hands
- 2011 : No Excuses
- 2013 : Cut To The Chase

## Vidéographie
- 2008 :  Too Bad Son
- 2009 : You and Me
- 2010 : Not Afraid
- 2010 : We're Not the Enemy
- 2011 : Blood on My Hands